# Taj Mahal
Pour les articles homonymes, voir Taj Mahal (homonymie).
Le Taj Mahal (en devanagari ताजमहल, en persan تاج محل, qui signifie « la couronne du palais » — mais ce nom peut aussi être vu comme une corruption de Mumtaz Mahal) est situé à Agra, au bord de la rivière Yamuna, dans l'État de l'Uttar Pradesh, en Inde.
C'est un mausolée de marbre blanc construit par l'empereur moghol musulman Shâh Jahân en mémoire de son épouse Arjumand Bânu Begam, aussi connue sous le nom de Mumtaz Mahal, qui signifie en persan « lumière du palais ».
Celle-ci meurt le 17 juin 1631 en donnant naissance à leur quatorzième enfant, alors qu'elle accompagnait son mari pendant une campagne militaire. Elle trouve une première sépulture sur place dans le jardin Zainabad à Burhanpur. La construction du mausolée commence en 1631 et s'achève dans sa plus grande partie en 1648. Son époux, mort le 31 janvier 1666, est inhumé auprès d'elle.
Le Taj Mahal est considéré comme un joyau de l'architecture moghole, un style qui combine des éléments architecturaux des architectures islamique, iranienne, ottomane et indienne,.
On considère que l'architecte principal fut Ustad Ahmad Lahauri, de Lahore.
Visité par plus de 6 millions de touristes en 2019, c'était le site le plus touristique de l'Inde et un des dix monuments les plus visités du monde ː Liste des palais et monuments les plus visités.

## Localisation
Le Taj Mahal se trouve à Agra, dans l'État d'Uttar Pradesh dans le nord de l'Inde.
Le mausolée est édifié au sud d'un méandre de la Yamuna, affluent du Gange, à l'est du centre-ville, dans une zone relativement peu urbanisée hormis sur son côté sud où le site est adjacent au quartier de Kaserat Bazar.

## Histoire
Sa construction commence en 1632, mais la date exacte de la fin des travaux demeure incertaine. Selon le chroniqueur officiel de Shâh Jahân, Abdul Hamid Lahori (en), le Taj Mahal est achevé à la fin de 1643 ou au début de 1644. Mais une inscription dans l'entrée principale indique que la construction s'est achevée en 1648. L'État de l'Uttar Pradesh, qui a célébré officiellement le 350e anniversaire de l'édifice en 2004, affirme quant à lui que les travaux se sont achevés en 1654. Le chercheur Andrew Petersen, lui, mentionne prudemment que « les travaux ont duré plus de vingt ans ».
Le chantier aurait mobilisé 22 000 esclaves ainsi que des maîtres artisans venus d'Europe et d'Asie centrale. On pense en général que l'architecte principal fut Ustad Ahmad Lahauri, de Lahore.

## Architecture

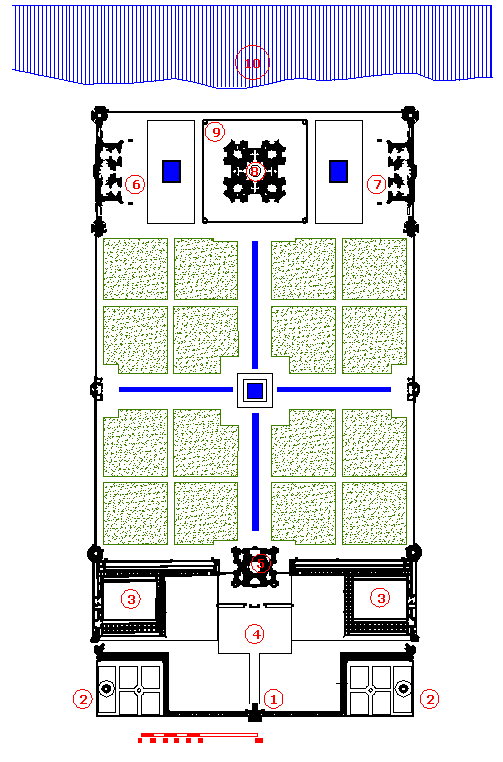
Plan du site.

### Situation
Le Taj Mahal est élevé sur la rive droite de la Yamuna, parmi les pavillons d'agrément et les jardins des princes et des dignitaires de la Cour d'Agra, alors capitale de l'Empire moghol.
Il est situé au fond d'un jardin ornemental rectangulaire (de 580 par 305 mètres) clos par une enceinte percée sur chaque côté de quatre portes dont trois sont fausses. Le jardin est parcouru par quatre canaux en croix pourvus de jets d'eau et de fontaines (le mausolée s'y reflète lorsque les fontaines ne coulent pas), canaux accompagnés tout au long de pavés de marbre, et, au centre, d'un bassin central, au niveau du chahâr sû. Les enceintes ouest, sud et est comportent en guise de porte un pavillon monumental en grès rouge incrusté d'une mosaïque géométrique de marbre blanc, leur disposition symétrique reprenant celle, traditionnelle, des mosquées persanes avec leur cour à quatre iwans. La porte principale (Darwaza-i Rauza, haute de 30 mètres), qui se dresse au centre du mur sud de l'avant-cour, comporte un grand iwan central, flanqué d'iwans latéraux. Encadrée de quatre tours octogonales, la porte est prolongée du côté nord de galeries doubles à arcades polylobées.

### Matériaux
Le monument est construit en utilisant des matériaux provenant de diverses régions de l'Inde et d'autres régions d'Asie. Plus de 1 000 éléphants auraient été employés pour transporter les matériaux de construction durant l'édification. Le marbre blanc est extrait du Rajasthan, le jaspe vient du Pendjab, la turquoise et la malachite du Tibet, le lapis-lazuli du Sri Lanka, le corail de la mer Rouge, la cornaline de Perse et du Yémen, l'onyx du Deccan et de Perse, les grenats du Gange et du Bundelkund, l'agate du Yémen et de Jaisalmer, le cristal de roche de l'Himalaya. En tout, vingt-huit types de pierres fines ou ornementales polychromes ont été utilisés pour composer les motifs de cette marqueterie de pierre incrustés dans le marbre blanc.
Le Taj Mahal est érigé sur des fondations qui doivent supporter 25 tonnes par mètre carré. Elles sont faites de pilotis en acajou placés dans des puits alimentés par la rivière Yamuna et remplis de gravats et de mortier. Les changements de cours de la rivière et le pompage de son eau en amont par l'industrie et l'agriculture font baisser son niveau, mettant à sec des poteaux qui deviennent plus cassants, plus fragiles et ont tendance à se désagréger.

### Plan
Le plan général du mausolée est typique du modèle iranien Hasht Bihisht (architecture) (en) qui évoque Les Huit Jardins du paradis. Cet édifice de 60 mètres de côté se dresse sur une terrasse en grès rouge elle-même surhaussée par une plate-forme quadrangulaire en marbre de 95,16 mètres de côté et sept mètres de hauteur. Les quatre minarets autonomes (originalité de ce monument) de 42 mètres de hauteur, placés aux coins de cette plate-forme, s'inclinent vers l'extérieur de telle sorte qu'en cas de séisme, ils s'écroulent dans la direction opposée au tombeau. Constitués de trois étages rythmés par de petits balcons circulaires, ils sont surmontés d'un chhatri. Chacune des quatre façades, identiques, du tombeau est percée d'un grand iwan central flanqué d'iwans latéraux plus petits disposés sur deux étages. La même disposition aux angles en fait un édifice octogonal.
Origines et architecture du Taj Mahal (en)

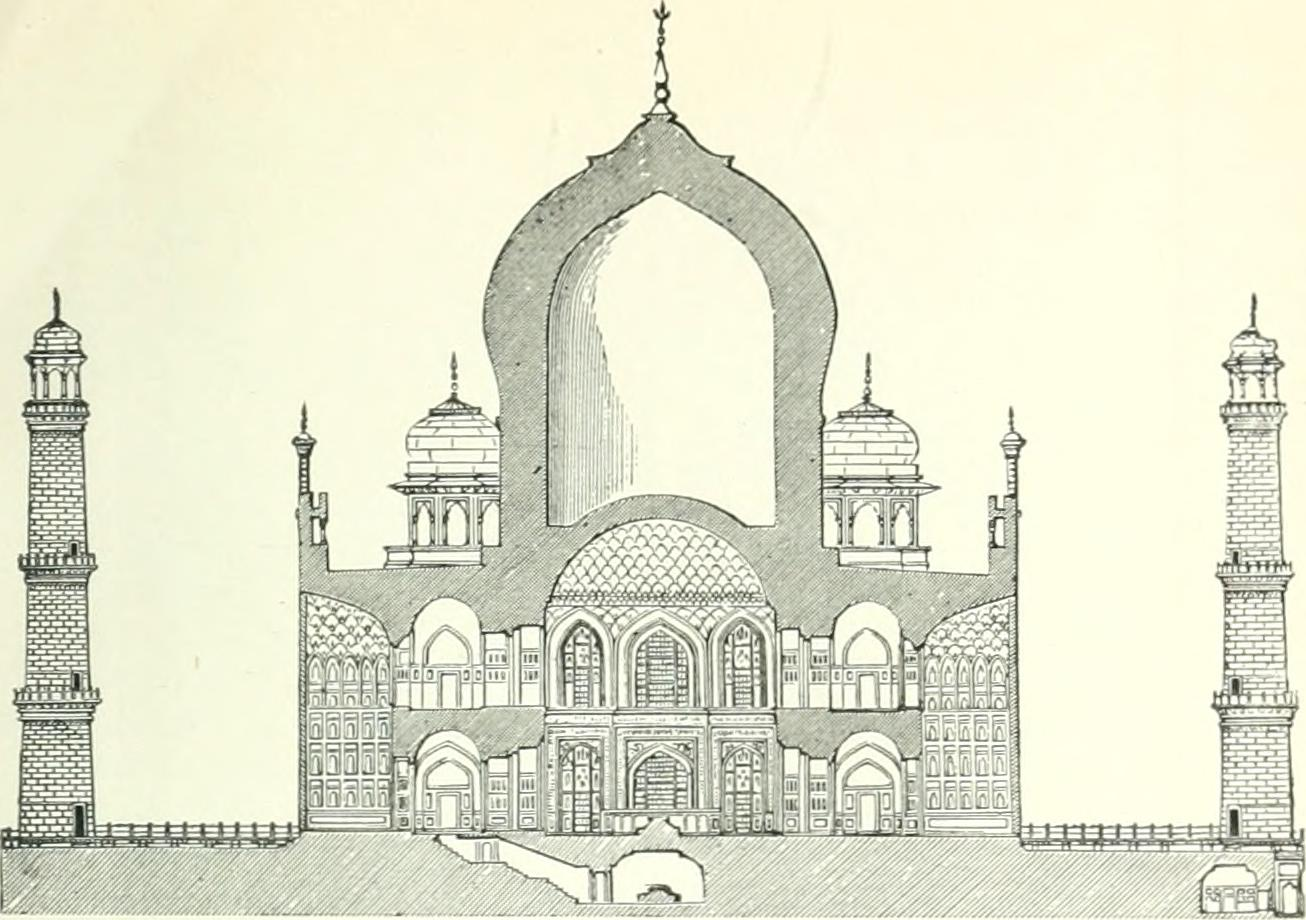
Vue en coupe. De bas en haut : salle qui abrite les tombes ; salle avec les cénotaphes ; coupole de la salle des cénotaphes ; dôme central et son tambour.

Le dôme central du tombeau, haut de 74 mètres et légèrement bulbeux, repose sur un tambour. Sa forme en bouton de lotus inversé est surmontée d'un pinacle en bronze décoré d'un kalash, symbole hindouiste, et d'un croissant de lune, symbole islamique, lui-même surmonté d'une plaque estampée du nom d'Allah. Ce dôme est flanqué de quatre dômes plus petits appelés chhatris. Deux édifices en grès rouge, coiffés de trois coupoles en marbre blanc, bordent symétriquement le mausolée : à gauche, une mosquée qui a été construite afin de sanctifier l'endroit et de fournir un lieu de culte aux pèlerins ; à droite, une réplique symétrique exacte de la mosquée, connue sous le nom de jawab (« réponse »), destinée à maintenir la symétrie architecturale mais qui n'est pas employée comme mosquée car elle n'est pas orientée vers La Mecque.
La chambre funéraire centrale est une pièce octogonale contenant les deux cénotaphes en marbre translucide de l'empereur et de l'impératrice (les tombes à proprement parler se trouvaient dans une salle voûtée en dessous des cénotaphes), couverts d'inscriptions en caractères arabes finement ciselés, entrelacés d'incrustations de fleurs en mosaïque constituées de pierres précieuses (lapis-lazuli, agate, jaspe, cornaline, onyx). Entourés initialement d'une grille en or massif, cette dernière a été remplacée par des claustra de marbre (appelés jali) incrustés de pierres précieuses. La crypte souterraine abrite les corps enveloppés de linceul du couple qui sont orientés vers le nord et couchés sur le côté droit, tournés ainsi vers La Mecque. Cette chambre funéraire est entourée de quatre pièces octogonales à deux étages qui communiquent avec elle par des corridors.

#### Plan interactif
Cliquez sur l’image pour naviguer
Le complexe du Taj Mahal peut être divisé en cinq sections :
1. Le « jardin au clair de lune » (Mehtab Bagh) au nord de la rivière Yamuna.
2. La terrasse au bord de la rivière, contenant le mausolée, la mosquée et la maison d’hôtes.
3. Le jardin de Charbagh contenant des pavillons.
4. Le Naubat Khana (Maison du Tambour) sur les côtés ouest et est du jardin. Le Naubat Khana occidental est transformé en musée.
5. Le jilaukhana (parvis) contenant des logements pour les gardiens des tombes et deux tombes annexes.
6. Le Taj Ganji, à l’origine un bazar et un caravansérail dont seules les traces sont encore conservées. La grande porte se trouve entre le jilaukhana et le jardin.

Les niveaux descendent progressivement par degrés du Taj Ganji vers la rivière. Les descriptions contemporaines du complexe énumèrent les éléments dans l’ordre de la terrasse fluviale vers le Taj Ganji.

### Jardins

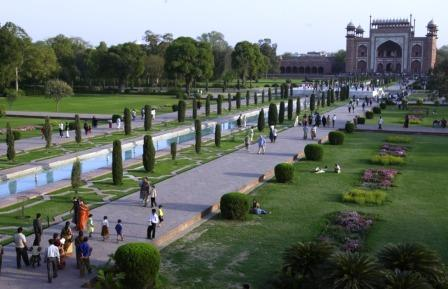
Les jardins moghols du Taj Mahal.

Enfin, à l'avant du monument se trouve le Chahar bagh (« quatre jardins ») traditionnel persan qui était planté d'arbres symbolisant l'Éden et où poussaient des fleurs en abondance. Le vice-roi britannique Lord Curzon a remplacé ce jardin par des pelouses typiquement anglaises. Les deux allées principales parcourues par les canaux délimitent quatre carrés coupés par des allées secondaires, en quatre parties égales. Les deux allées principales sont doublées d'avenues plantées de cyprès et bordées de verdure et de parterres de fleurs. Elles sont de plus divisées en sept parties égales par des promenades secondaires agrémentées de ruisseaux bordés d'étroits chemins, dont le pavé est composé de petits cailloux polis.
Joyau le plus parfait de l'art musulman en Inde, cet ensemble est l'un des chefs-d'œuvre universellement admirés du patrimoine de l'humanité. Le complexe du Taj Mahal est inscrit au patrimoine mondial de l'UNESCO depuis 1983 et est l'une des sept nouvelles merveilles du monde dans un classement de 2007.

## Symbolique de l'édifice
Dans un article un article publié en 1979, et dont les résultats sont exposés dans le documentaire The Mystery of the Taj Mahal (Ron Johnston, 1999), l'historien Wayne Begley (université de l'Iowa) mène une étude approfondie de la signification symbolique du Taj Mahal. Il relève par exemple que le mausolée d'Itimâd-ud-Daulâ, qui se situe dans la même ville, ne se trouve pas au centre du jardin, mais trône au fond du complexe.
Wayne Begley met en avant la présence sur les bâtiments du complexe de vingt-deux passages du Coran, dont quatorze sourates complètes, en calligraphies de pierres noires incrustées dans le marbre blanc. Si la présence de passages du Coran paraît tout à fait naturelle, le choix des textes semble caractériser avec insistance les lieux comme une image du paradis. Ainsi, un des piliers du portail par lequel on accède au complexe du Taj Mahal présente, verticalement, la calligraphie des quatre derniers verset de la sourate 89 : « Et toi, âme apaisée, retourne / vers ton Seigneur, satisfaite et agréée ! / Entre parmi Mes serviteurs ! / Entre dans Mon Jardin ! », unique passage du Coran où Allah s'adresse directement au croyant.[réf. nécessaire]. Les calligraphies présentes sur le bâtiment principal ont pour sujets principaux la plaine du jugement dernier et les plaisirs du paradis, choix dont on sait qu'ils ont été faits de concert par l'empereur, le calligraphe et l'architecte et qui paraissent curieux à l'historien pour un mausolée qui célèbre l'amour que l'empereur portait à son épouse.
L'historien montre aussi que le plan de la plaine du paradis tel qu'il apparaît dans l'exemplaire illustré des Futuhat Al Maqqiyya — Les Illuminations de La Mecque — du maître soufi Ibn Arabi qui faisait partie de la bibliothèque de Jahângîr, le père de Shâh Jahân, se superpose de façon confondante avec le plan du complexe, en particulier le mausolée occupant la place du trône de Dieu. De plus, le plan des jardins qui mènent au Taj Mahal suit la description du paradis avec ses quatre rivières d'eau, lait, vin et miel. À l'origine, avant la transformation opérée par les Britanniques, ils abritaient un verger comme le décrit le Coran[Où ?].
Wayne Begley s'appuie ensuite sur la personnalité de l'empereur pour continuer sa démonstration. Shâh Jahân était, suivant la description de Begley basée sur les textes, un despote imbu de sa personne, persuadé de son importance parce qu'il était né en l'an mille du calendrier hégirien. Il avait en outre tendance à s'identifier à l'homme parfait du soufisme, au maître de l'univers ; enfin, il afficha et affirma « sa » légitimité du pouvoir moghol, sur un pays qui ne partageait pas majoritairement la même religion que lui, en construisant « sa » version du paradis sur terre. Le complexe serait alors, plutôt qu'un mausolée destiné à une épouse chérie, une invention du XVIIe siècle romantique répétée à l'envi, un instrument de pouvoir, comme a pu l'être le château de Versailles construit au cours du même siècle.
Wayne Begley conclut : « Bien qu'en dernière analyse le Taj soit un bâtiment sans précédent, il est probablement une des plus puissantes images jamais créées de la Majesté Divine. Sa beauté architecturale constitue la contrepartie formelle de nos concepts mentaux les plus exaltés d'une divinité sans forme. Fréquemment loué comme « le plus beau bâtiment du monde », le Taj, dans sa beauté relative, semble délibérément destiné à refléter la Beauté absolue de Dieu. »

## Mythes et légendes

### Réplique
La légende d'une planification par Shâh Jahân de la construction d'une réplique symétrique du Taj Mahal (Black Taj Mahal (en)) sur la rive gauche reste vivace. En marbre noir cette fois-ci, les deux bâtiments auraient été reliés par un pont. Il semble que le premier à avoir émis cette idée soit le joaillier Jean-Baptiste Tavernier (1605-1689) qui se rendit plusieurs fois aux Indes à la recherche de pierres et qui raconte avoir assisté à plusieurs stades de la construction du bâtiment. Bien que ses écrits soient une source historique importante pour la connaissance du pays à cette époque, il semble qu'en l'occurrence il se soit laissé abuser. Il y prétend que le renversement de Shâh Jahân par son fils empêcha le démarrage des travaux. Il est peu probable cependant qu'ils aient été envisagés, le trésor impérial ne l'aurait pas permis. Cet état des finances impériales fut d'ailleurs un des détonateurs de la lutte pour sa succession. De plus, contrairement au marbre blanc que l'on trouve en abondance au Rajasthan, donc à peu de distance et à un prix très bas, même encore aujourd'hui, on ne trouve pas de marbre noir en Inde, en tous cas pas dans les quantités nécessaires, ce qui aurait rendu les coûts de construction impossibles à assumer. Enfin, des fouilles en face du Taj, sur l'autre rive du fleuve, ont bien révélé des structures, mais il s'agit des restes du Mehtab Bagh, un jardin moghol ; le Taj Mahal se reflétait sur le plan d'eau d'un immense bassin situé dans ce jardin, ce qui a peut-être donné naissance au mythe du « second Taj ».

### Palais de Jai Singh ou temple de Shiva
Suivant la thèse développée par l'historien Purushottam Nagesh Oak (en) (souvent accusé de révisionnisme), Shâh Jahân n'aurait pas construit le bâtiment, mais aurait acheté au raja de Jaipur, Jai Singh I (en), un palais de grès rouge, qu'il aurait recouvert de marbre et transformé en tombeau pour son épouse. Fondateur, en 1964, de l'Institute for Rewriting Indian History (« Institut pour une réécriture de l'histoire de l'Inde »), Oak présente dans son livre Taj Mahal : The True Story un argumentaire en 110 points affirmant que le Taj Mahal n'est pas, ou plutôt, n'a pas toujours été le mausolée que l'on connaît, mais qu'il fut, avant que l'empereur ne le transforme, un palais et un temple dédié à Shiva, le Tejomahalay (s'il est possible que ces deux fonctions simultanées ne soient pas exclusives). Cette hypothèse n'a pas reçu de reconnaissance de la part de la communauté scientifique.
En 2000, La Cour suprême de l'Inde a rejeté la requête de Purushottam Nagesh Oak de déclarer qu'un roi hindou a construit le Taj Mahal,.
Oak affirme que le Taj Mahal (mais aussi Stonehenge et la Cité du Vatican) ainsi que d'autres monuments historiques de l'Inde actuellement attribués aux sultans musulmans ont été créés par les Hindous. Oak est considéré comme un illuminé par les chercheurs pour ses opinions hindou-centriques.

Détails des motifs floraux de l'extérieur du mausolée
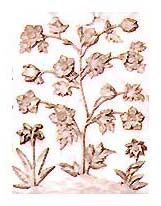
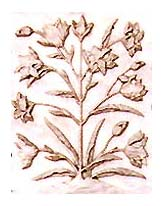

## Menaces et protections

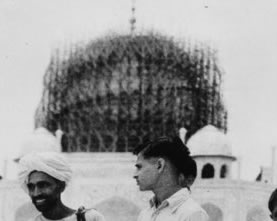
Échafaudage protecteur en temps de guerre.

En 1942, le gouvernement érige un échafaudage pour anticiper les attaques aériennes de la Luftwaffe et plus tard des forces aériennes du Japon. Durant la guerre indo-pakistanaise de 1965 et 1971, des échafaudages sont encore érigés pour induire en erreur les pilotes[réf. souhaitée]. La sécurité est renforcée à la suite des attentats du 11 septembre 2001 et à la menace d'une guerre avec le Pakistan voisin. Des mesures préventives sont envisagées pour couvrir le monument avec une toile kaki afin d'éviter la réverbération du soleil qui le rend visible à 40 km à la ronde ce qui peut en faire une cible potentielle.
Les menaces les plus récentes proviennent de la pollution environnementale sur les bords de la rivière Yamuna avec les pluies acides et le nuage brun d'Asie, ce qui fait régulièrement virer le marbre blanc au jaune ou au brun et attaque les incrustations précieuses dues à la raffinerie de Mathura. Pour lutter contre la pollution, le gouvernement indien a mis en place une Zone Taj Trapèze (TTZ) de 10 400 km2 autour du monument afin de réduire le trafic des voitures et les émissions industrielles.
Des plans sont conçus pour prodiguer régulièrement une couche d'argile — qui absorbe la poussière accumulée une fois séchée puis nettoyée — à la structure de marbre. Le coût total est évalué à 230 000 $, l'opération devant être renouvelée tous les deux ou trois ans.

## Tourisme
En 2019, le monument a attiré plus de 6 millions et demi de touristes, dont plus de 800 000 étrangers. Un système de prix est mis en place avec un tarif d'entrée faible pour les Indiens et un prix vingt-cinq fois plus élevé pour les étrangers. Les touristes visitent principalement le site lors des mois plus frais d'octobre, novembre et décembre.
(en) Visite virtuelle - Taj Mahal, India - Photogallery - 360° Photo.
En octobre 2000, le prix est triplé afin de réduire la surfréquentation touristique.
Le trafic routier est limité près du Taj Mahal, les touristes devant soit marcher à partir du parking réservé aux bus de tourisme ou l'une des trois entrées du site (Est-Sud-Ouest), soit recourir aux services des chameliers présents ou aux auto-rickshaws électriques. La cour nord, appelée « Khawasspuras », est restaurée pour être utilisée en tant que nouvel office de tourisme.
Les historiens de l'art présentent parfois le mausolée d'Itimâd-ud-Daulâ comme un « brouillon » du Taj Mahal, ce qui explique qu'il soit appelé « petit Taj » dans la littérature touristique.

## Dans la culture populaire
- Le Taj Mahal peut être construit comme merveille mondiale dans plusieurs opus de la franchise de jeux vidéo Sid Meier's Civilization (Civilization IV, Civilization V, Civilization VI et Civilization Revolution 2).

## Galerie

Symbole de l'amour absolu et universel
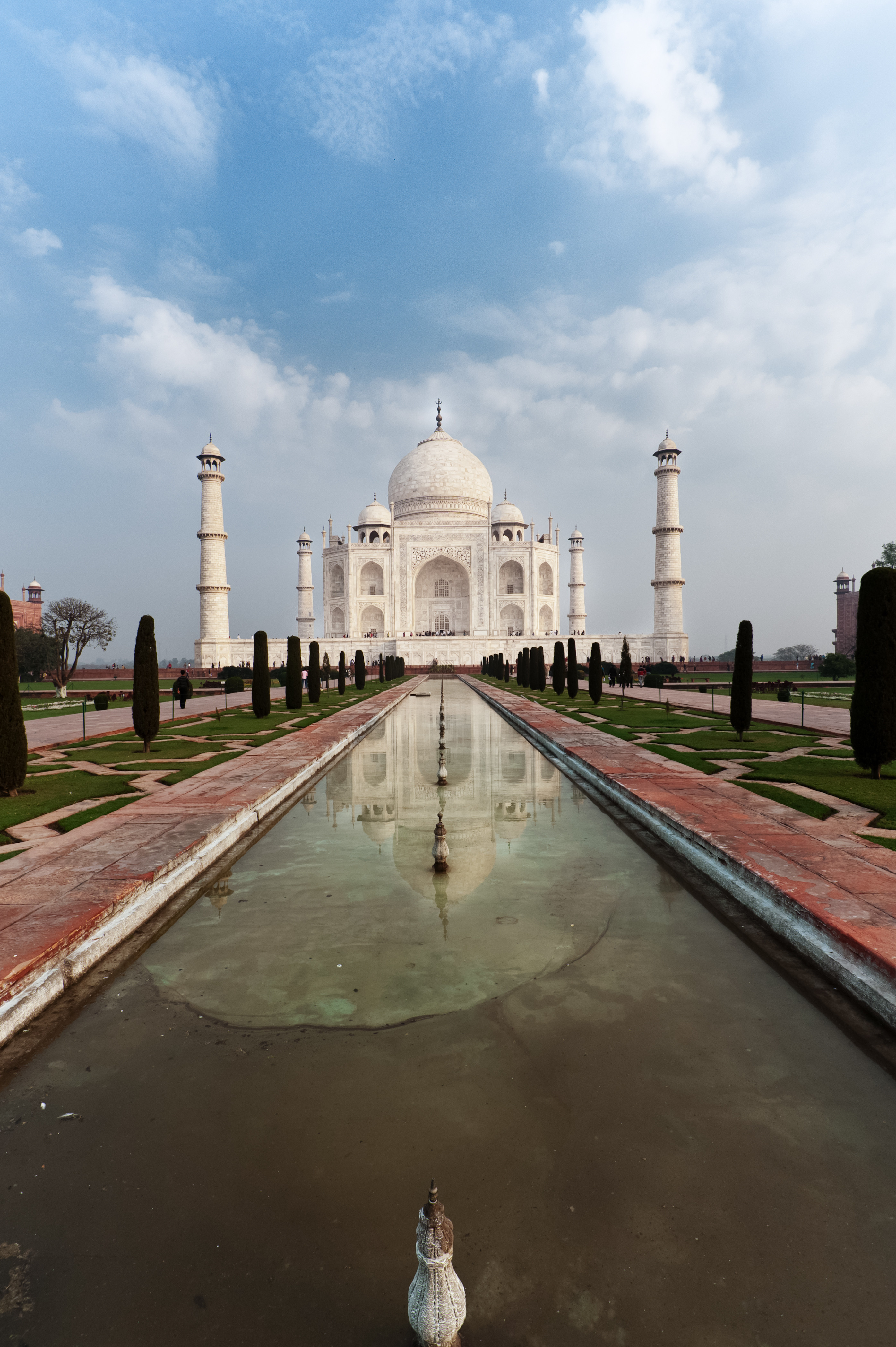
Le Taj Mahal avec la réflexion dans le plan d'eau.
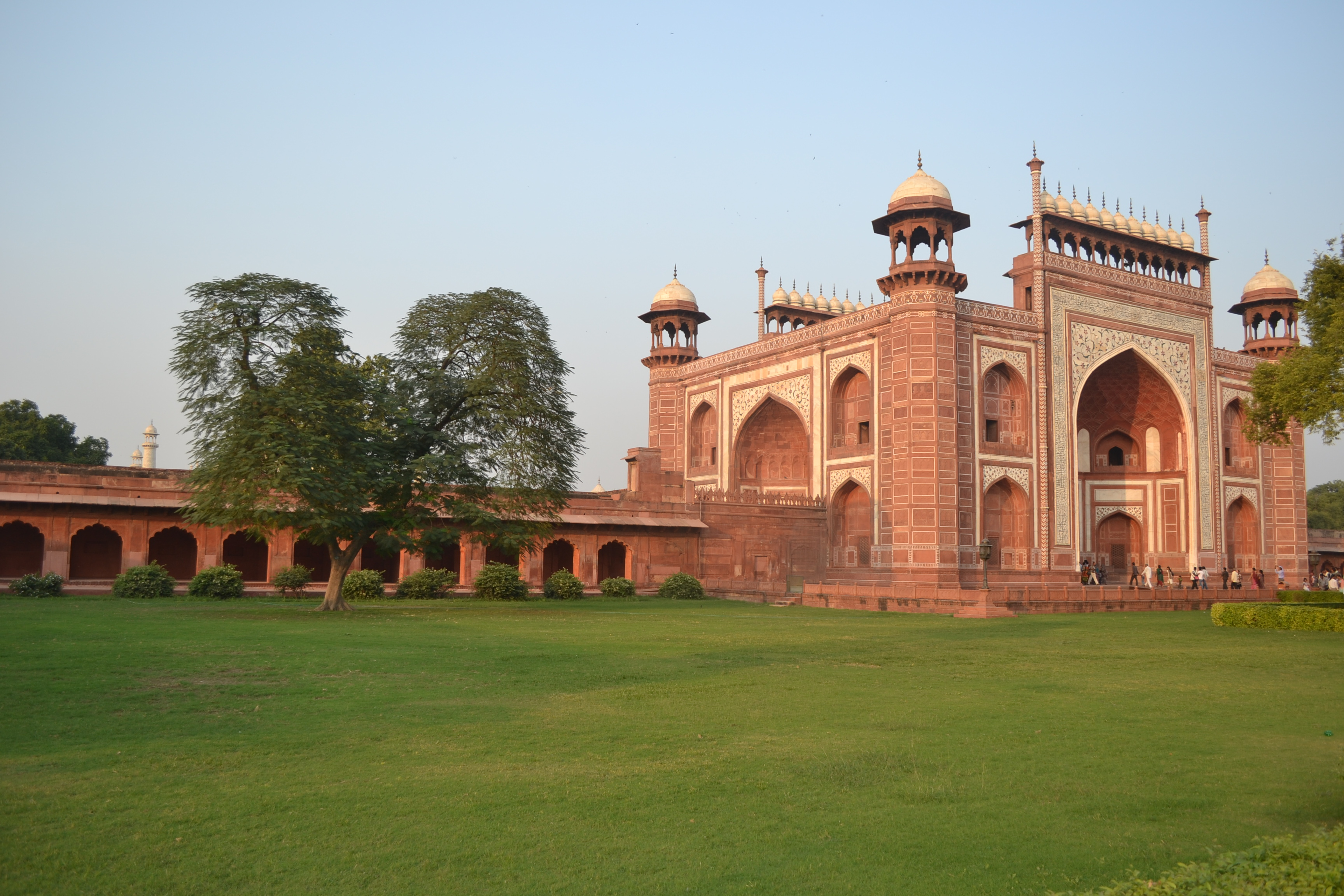
Le porche d'entrée principale et les galeries de l'enceinte.
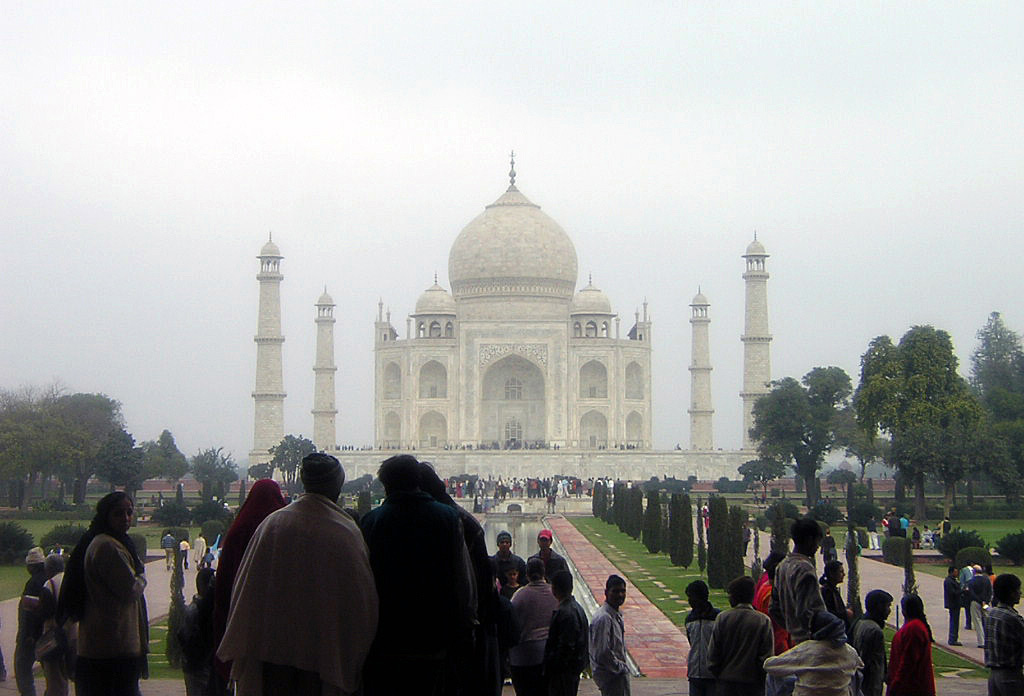
Le Taj Mahal dans la brume.
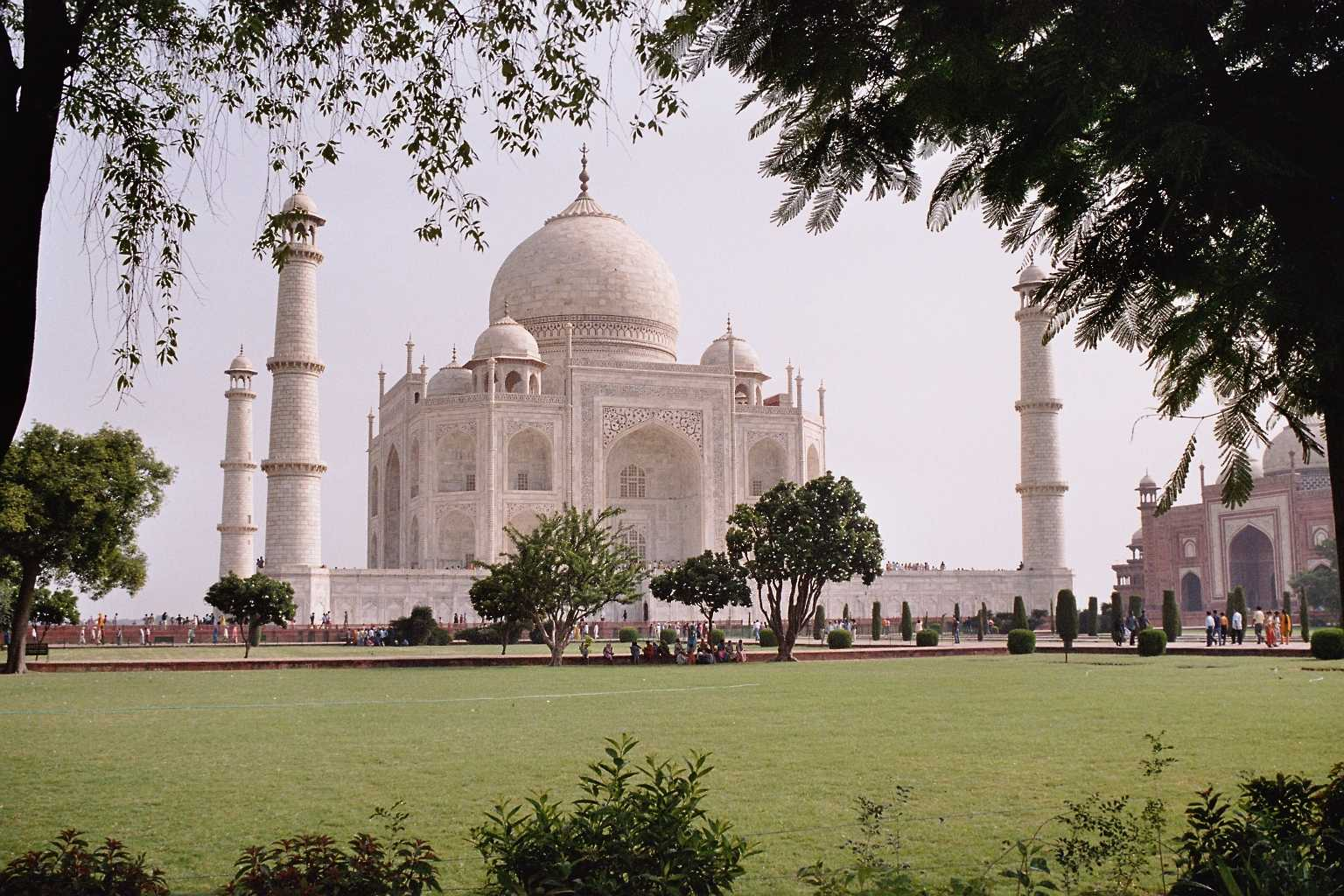
Le Taj Mahal vu des jardins.
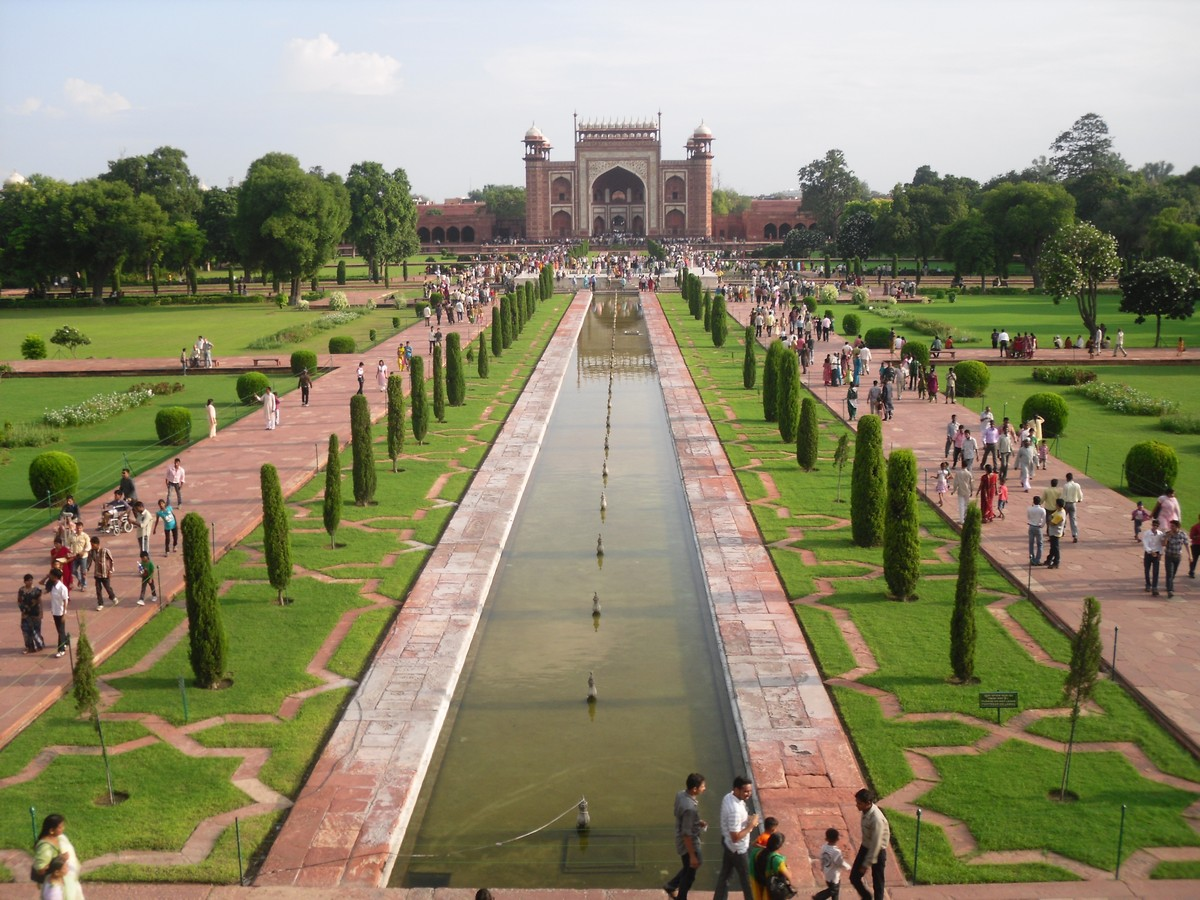
Passerelle du Taj Mahal et ses jardins.
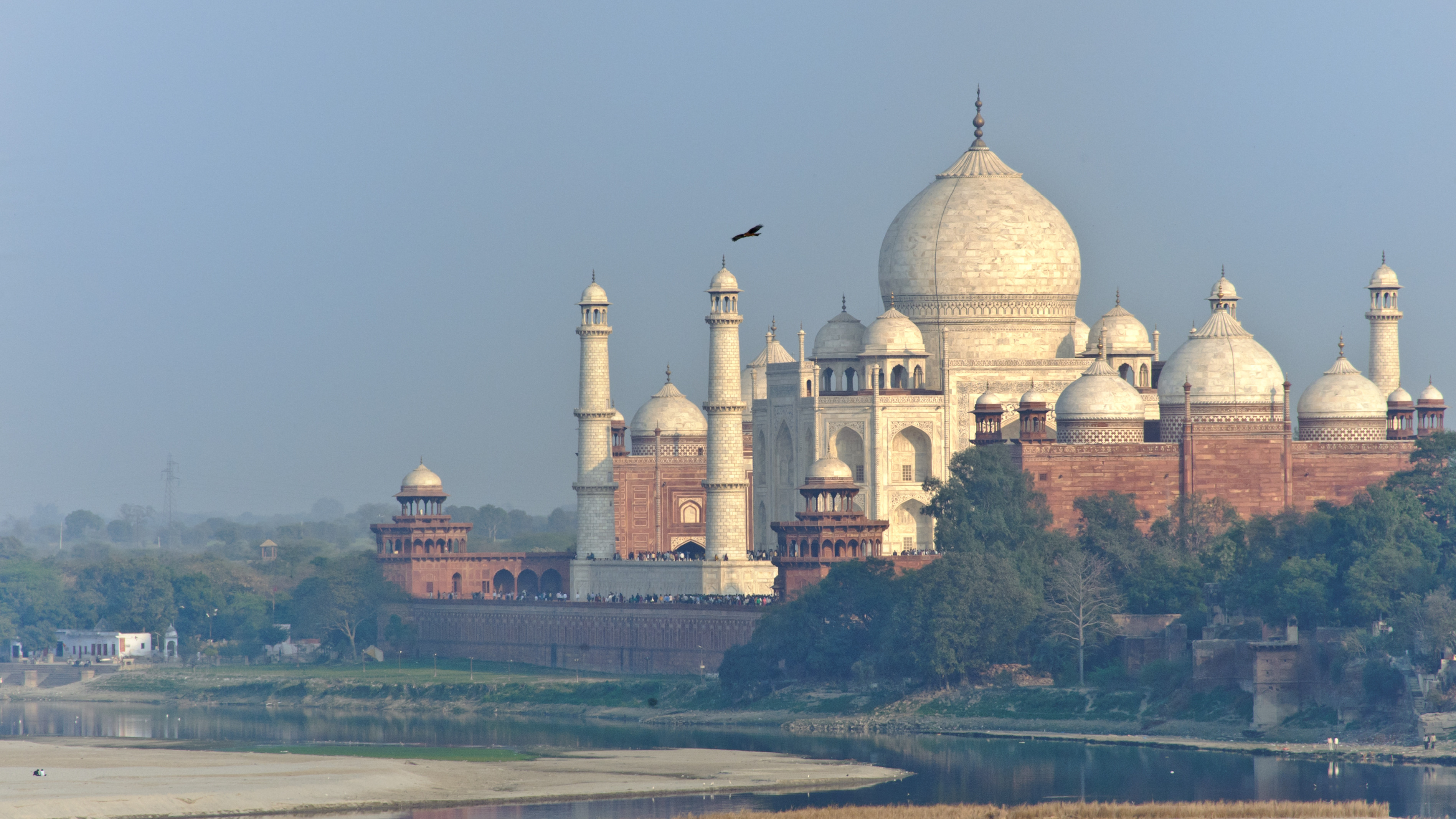
Le Taj Mahal vu du Fort Rouge.
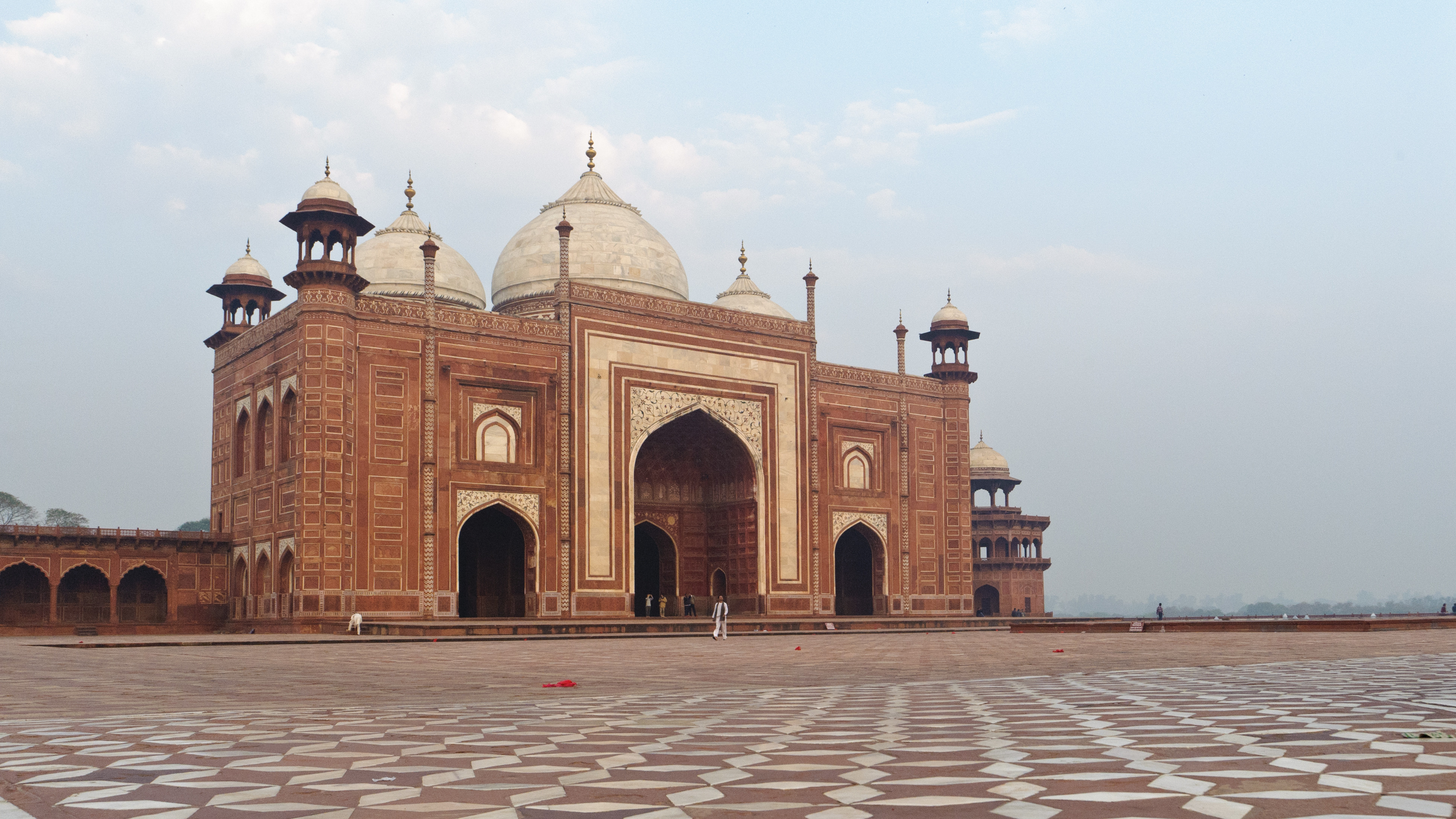
La mosquée à gauche du Taj Mahal.
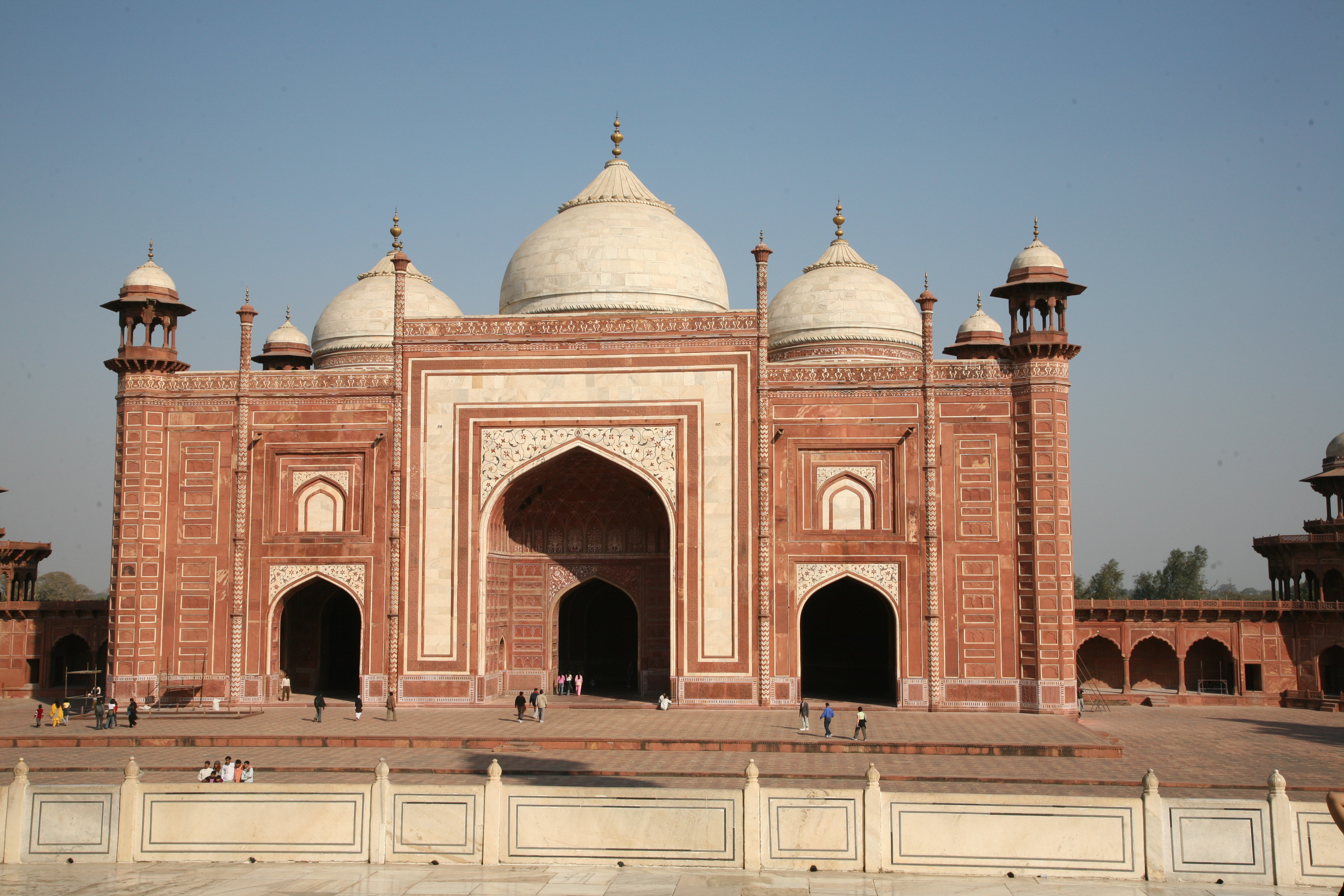
La réplique de la mosquée à droite (Jawab).
La décoration des murs extérieurs du mausolée.
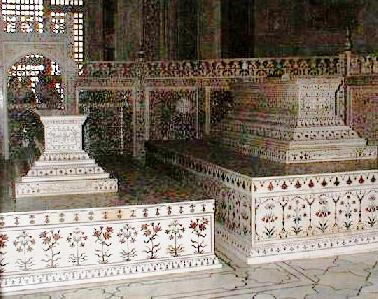
Cénotaphes de Shâh Jahân et de Mumtaz Mahal.
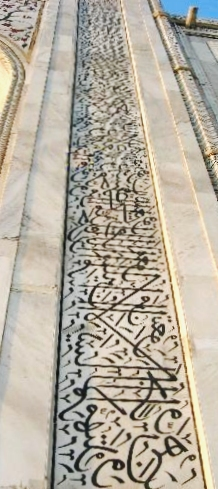
Calligraphies sur la façade du mausolée.
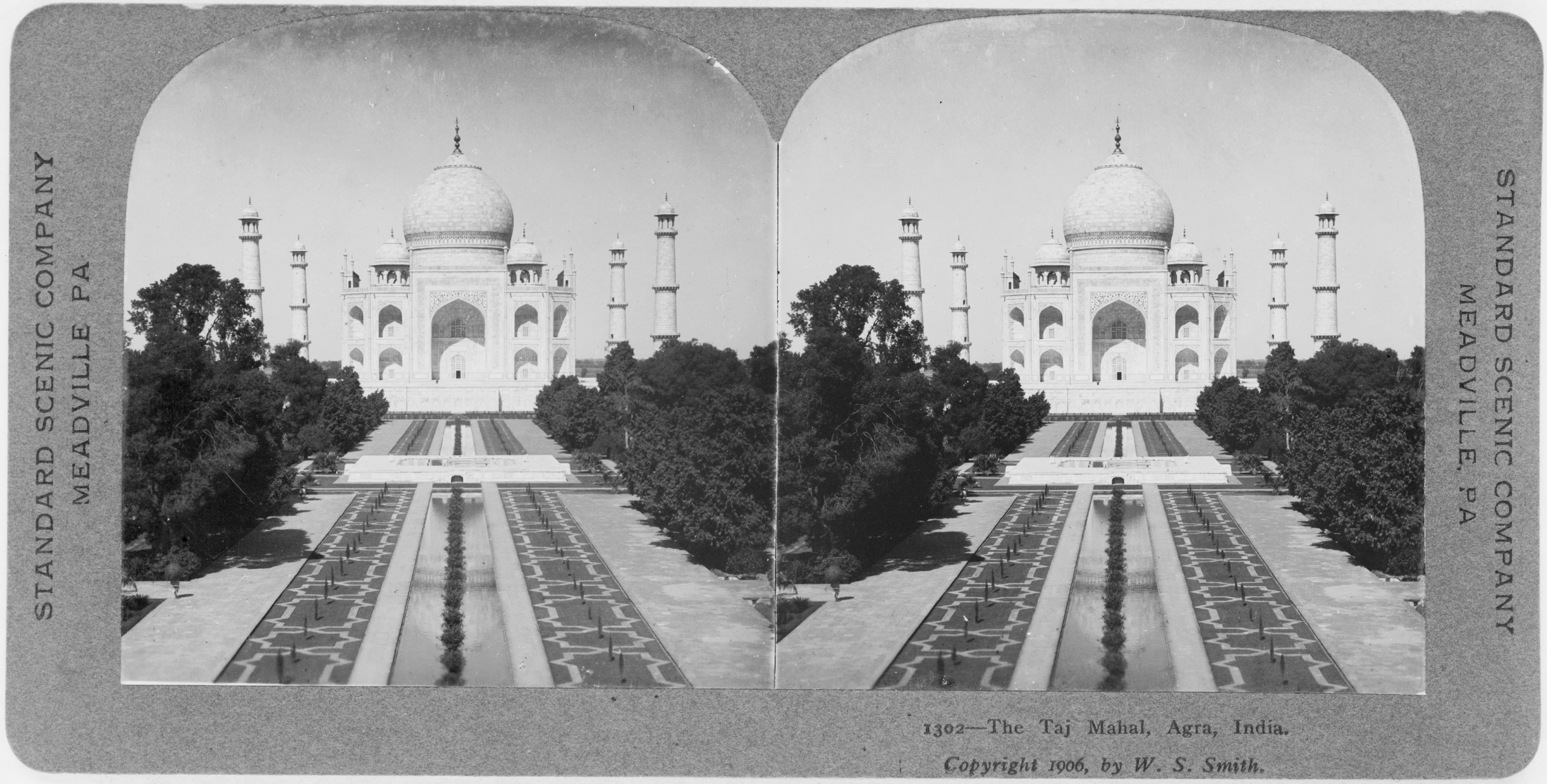
En 1906.
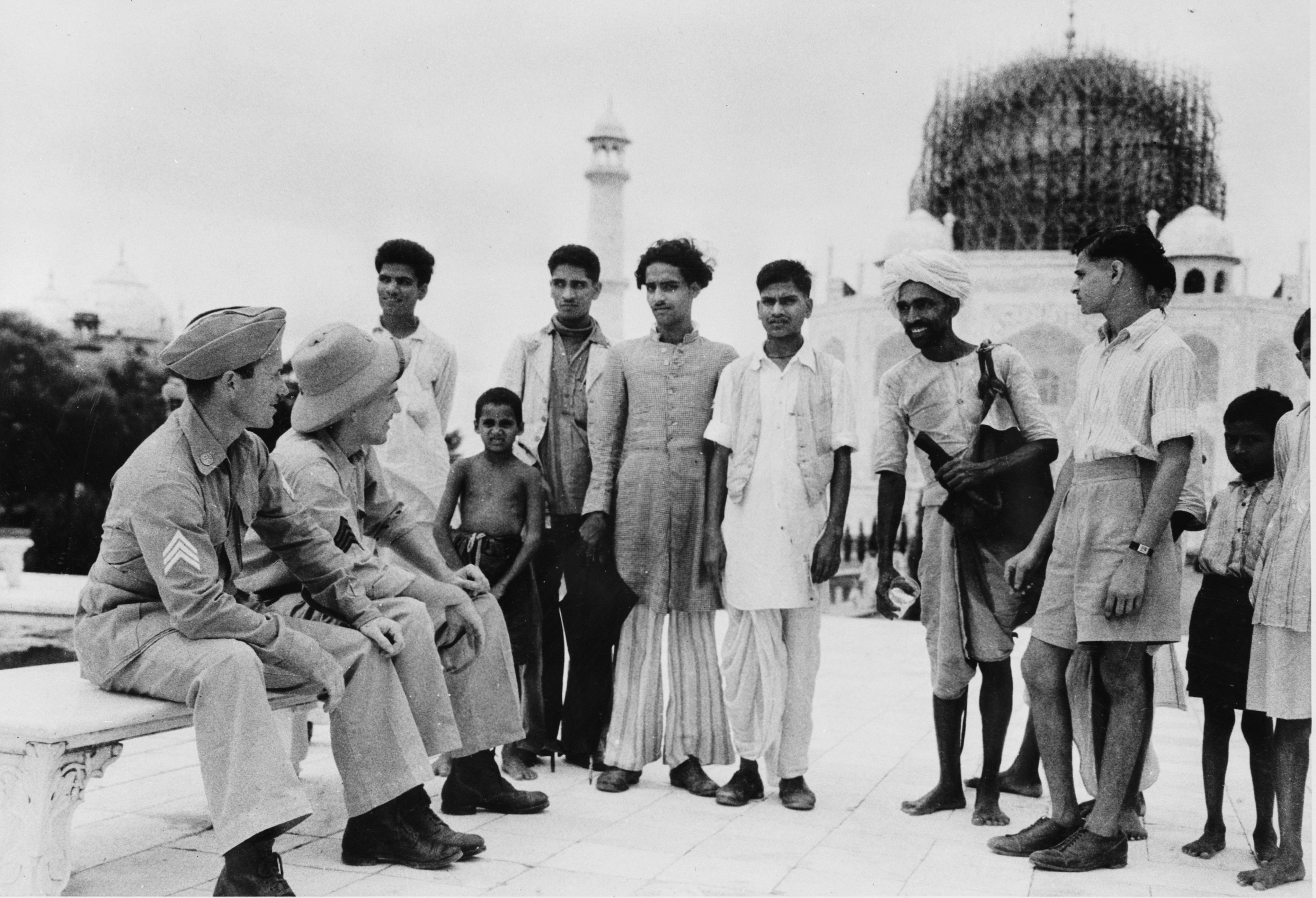
En 1942.
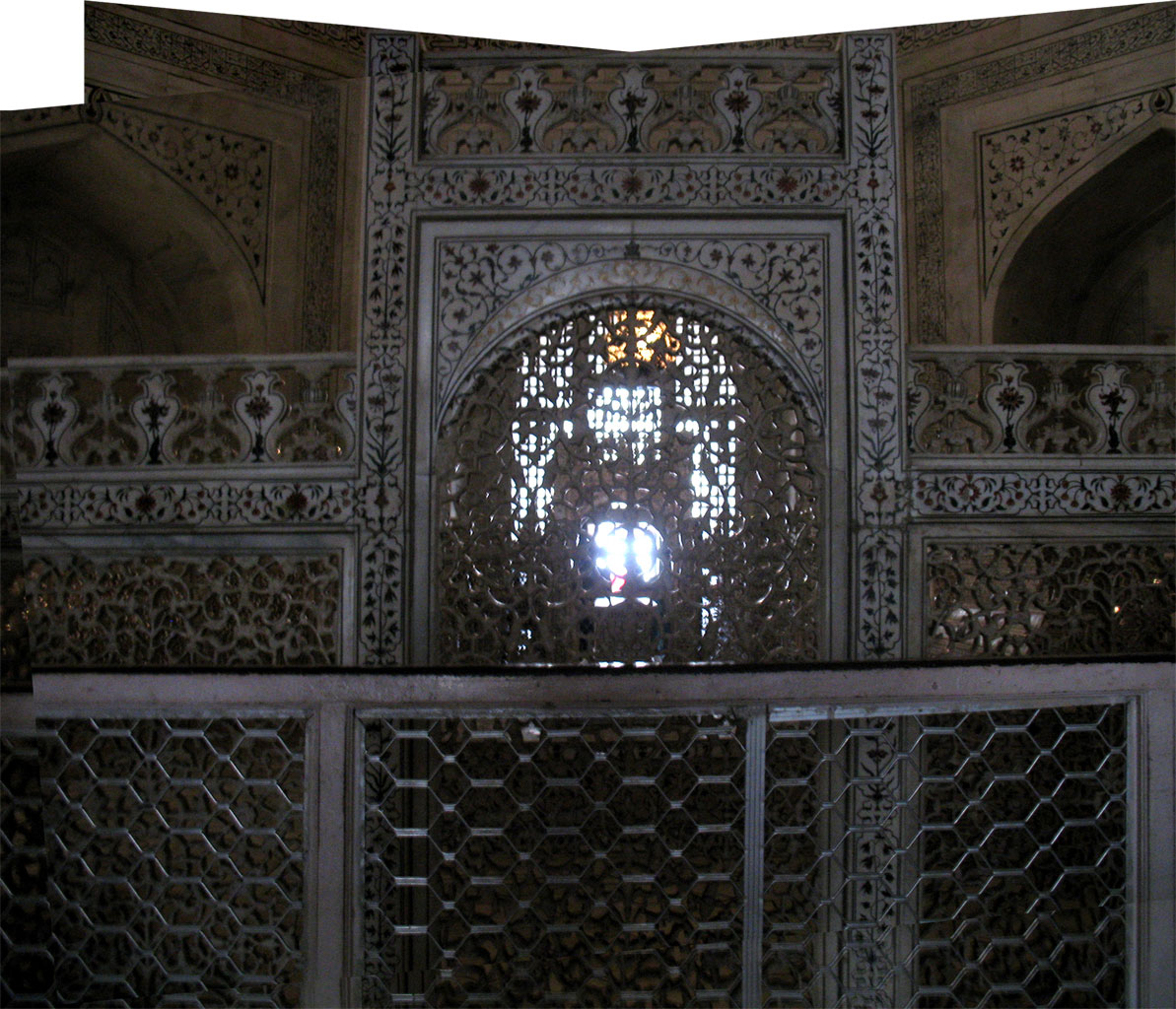
L'intérieur.
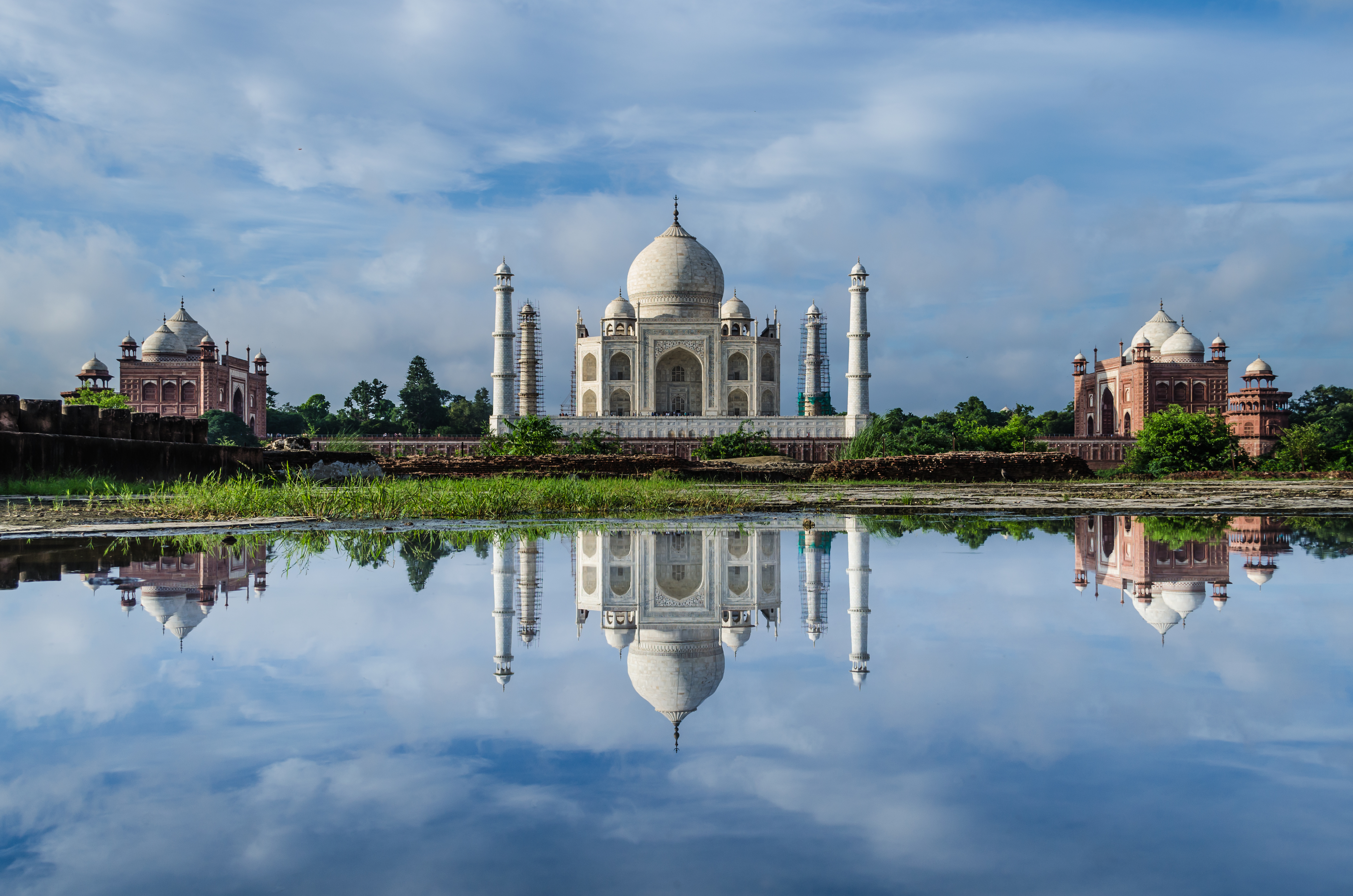
Le Taj Mahal se réfléchissant dans la Yamuna.
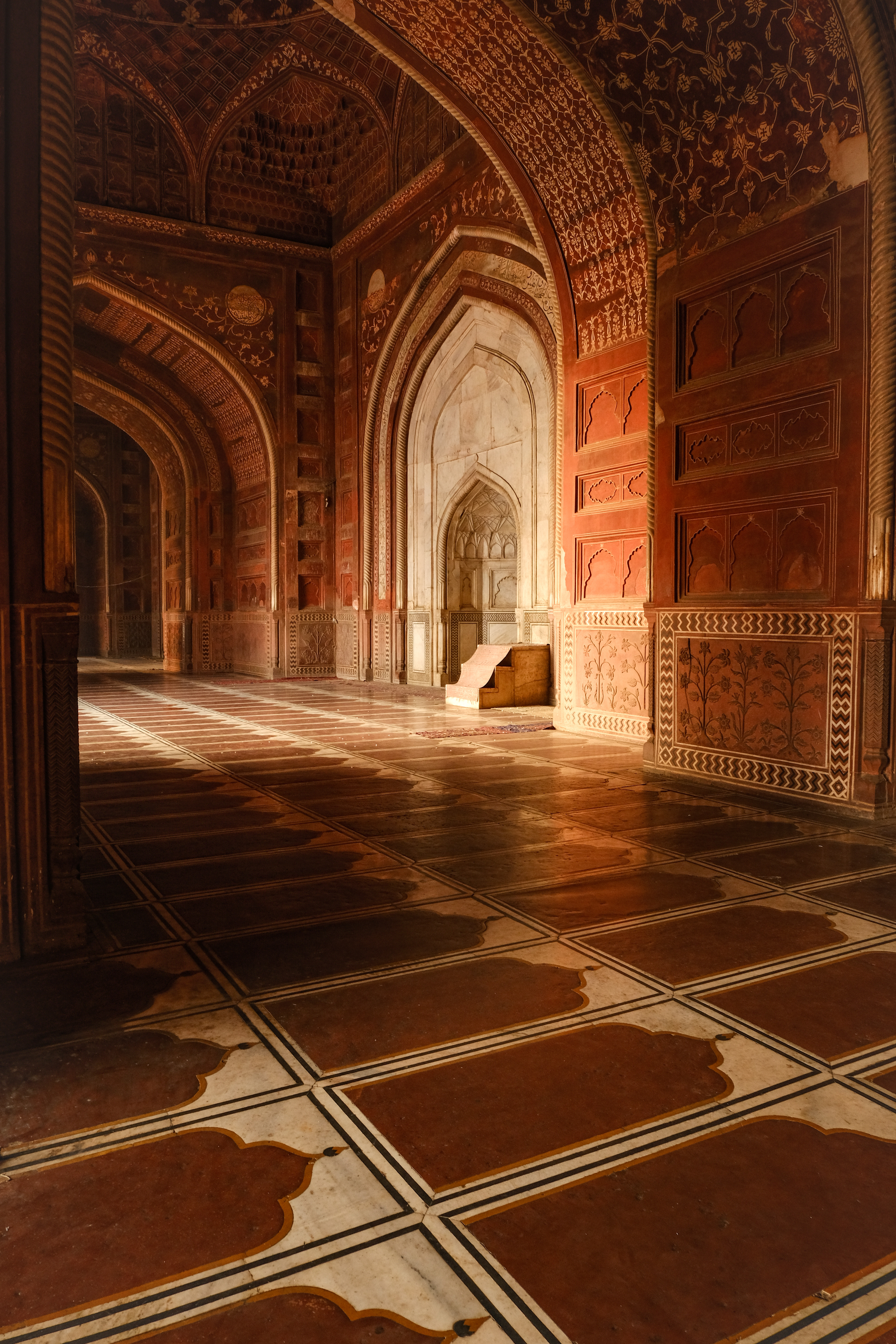
Le mihrab, indiquant la direction de La Mecque, dans la mosquée du Taj Mahal. Janvier 2021.

### Note
1. 1 2  Koch, p. 88.
2. ↑  Koch, p. 112.
3. ↑  Koch, p. 239.

### Référence
1. ↑  Marc Gaborieau, « La splendeur moghole: les successeurs d'Akbar (1605-1707) », dans Claude Markovits (dir.), Histoire de l'Inde moderne 1480-1950, Paris, Fayard, 1994, 727 p. (ISBN 978-2-213-59203-9), p. 121.
2. ↑  « World Heritage Sites - Agra - Taj Mahal », sur Archaeological Survey of India, 13 novembre 2015.
3. ↑  « Taj! Overview », sur tajmahal.gov.in, 13 novembre 2015.
4. ↑  « Taj Mahal », sur Unesco, 13 novembre 2015.
5. ↑  (en) Hasan Parween, Review of Mughal Architecture: Its outline and its history p. 1301, vol. 53, The Journal of Asian Studies, novembre 1994, chap. 4.
6. ↑  (en) Lesley A. DuTemple, The Taj Mahal, p. 26: "The Taj Mahal, a spectacular example of Moghul architecture, blends Islamic, Hindu and Persian styles, Lerner Publishing Group, mars 2003.
7. 1 2  (en) « History of the Taj Mahal Agra », agra hub (consulté le 12 mai 2013).
8. 1 2  (en) « The Taj mahal », Islamic Arts and Architecture Organization (consulté le 12 mai 2013).
9. ↑  Taj Mahal - UNESCO.
10. ↑  The Padshahnama (book written by Abdul Hamid Lahori in 1656-57) Royal Collection Trust website, Retrieved 9 July 2019.
11. ↑  (en) Andrew Petersen, Dictionary of Islamic Architecture, London - New York, Routledge, 1996, p. 274a (ISBN 978-0-415-21332-5).
12. ↑  Julien Bouissou, « Le patriarcat gravé dans le marbre du Taj Mahal », Le Monde,‎ 7 avril 2015 (lire en ligne, consulté le 5 avril 2021).
13. ↑  Valérie Bérinstain, L'Inde impériale des grands Moghols, Gallimard, 1997, p. 98.
14. ↑  Richard A. Nebel, Construction Methods for Piling Installation, Université du Wisconsin à Madison, 1993, p. 2.
15. ↑  (en) Michele Bernardini, « Hašt behešt (2) », sur iranicaonline.org, 20 mars 2012 (consulté le 4 octobre 2024).
16. ↑  Description du Taj Mahal.
17. ↑  Patrick Ringgenberg, L'univers symbolique des arts islamiques, Harmattan, 2009, p. 319.
18. ↑  (en) Dorling Kindersley Ltd, Great Monuments of India (réimpr. 2009) (lire en ligne), p. 251.
19. ↑  (en) Andrew Petersen, Dictionary of Islamic Architecture, London - New York, Routledge, 1996, 342 p. (ISBN 978-0-415-21332-5), p. 276 (article Taj Mahal, p. 274-276).
20. ↑  Jean Peyras, Les Monuments et la mémoire, Centre de recherches littéraires et historiques de l'Université de La Réunion, 1993, p. 32.
21. ↑  Jean Peyras, Les Monuments et la mémoire, Centre de recherches littéraires et historiques de l'Université de La Réunion, 1993, p. 31.
22. ↑  « Le Taj Mahal » sur le site septmerveillesdumonde.com.
23. ↑  Begley 1979.
24. ↑  Les inscriptions calligraphiques.
25. ↑  Symbolisme du Taj Mahal.
26. ↑  (en) Bruce Lawrence, The Qur'an: A Biography, Atlantic Books, 2 octobre 2014 (ISBN 978-1-78239-218-7).
27. ↑  Traduction Régis Blachère, Le Coran, Maisonneuve Larose, 1999, p. 651. Ici, jardin  (arabe : جَنّة « janna ») est synonyme de paradis.
28. ↑  Bibliographie ː Versailles à la rencontre du Taj Mahal : Conversations éclairées sur l'Inde au temps du Roi-Soleil.
29. ↑  Begley 1979, p. 35.
30. ↑  (en) I. N. Khan (Arshi), Black Taj Mahal: The Emperor's Missing Tomb, Black Taj Project, 28 août 2015 (ISBN 978-81-927479-0-3).
31. ↑  (en) Michael Safi, « Hardline Hindu nationalists campaign against Taj Mahal », sur theguardian.com, 30 octobre 2017 (consulté le 10 septembre 2020).
32. ↑  (en) Purushottam N. Oak, Tajmahal: the true story, A. Ghosh, 1989, 336 p. (ISBN 9780961161446).
33. ↑  Stephen Knapp, « Taj Mahal: Was it a Vedic Temple? », sur www.stephen-knapp.com (consulté le 28 mai 2023).
34. ↑  (en) « Plea to rewrite Taj history dismissed », The Hindu, 14 juillet 2000 (consulté le 25 mai 2013).
35. ↑  (en) Purushottam Nagesh Oak, « The True Story of the Taj Mahal », Stephen Knapp (consulté le 25 mai 2013).
36. ↑  (en) Edwin Bryant, The Quest for the Origins of Vedic Culture: The Indo-Aryan Migration Debate, Oxford University Press, 2001, p. 4.
37. ↑  (en) « Taj Mahal 'to be camouflaged' », 29 décembre 2001 (consulté le 18 juillet 2013).
38. ↑  (en) « Effects of Acid Rain on Taj Mahal - Javatpoint », sur www.javatpoint.com (consulté le 17 septembre 2023).
39. ↑  (en) Oil Refinery Impact on Taj Mahal, BANGALORE, INDIA, Industrial Info Resources, Inc., 30 septembre 2008 (lire en ligne).
40. ↑  (en) « Why is the Taj Trapezium Zone and why is it called so? », Times of India, 4 mai 2008 (consulté le 28 septembre 2014).
41. ↑  (en) Michael H. Bergin, Sachchida N. Tripathi, J. Jai Devi, Tanya Gupta et al., « The Discoloration of the Taj Mahal due to Particulate Carbon and Dust Deposition », Environmental Science & Technology, vol. 49, no 2,‎ 20 janvier 2015, p. 808–812 (ISSN 0013-936X et 1520-5851, DOI 10.1021/es504005q, lire en ligne, consulté le 17 septembre 2023).
42. ↑  (en) Fakhre Alam (dir.), chap. 5 « Domestic tourism », dans India tourism statistics, Outbound Tourism-Indian Nationals’ Departures from India, 2019, 180 p. (lire en ligne), p. 107.
43. ↑  « Visiting Hours », sur tajmahal.gov.in (consulté le 17 septembre 2023).
44. ↑  (en) Lesley A. DuTemple, The Taj Mahal, Twenty-First Century Books, 2003, p. 79.
45. ↑  (en) Khursheed Kamal Aziz, The meaning of Islamic art : explorations in religious symbolism and social relevance, al-Faisal, 2004, p. 333.

#### Article
- (en) Wayne E. Begley (trad. Amānat Khan et la calligraphie du Taj Mahal), « Amānat Khan and the Calligraphy on the Taj Mahal », Kunst des Orients 12,‎ 1978/1979, p. 5-60 (lire en ligne).
- (en) Wayne E. Begley (trad. Le mythe du Taj Mahal et une nouvelle théorie de sa signification symbolique), « The Myth of the Taj Mahal and a new theory of its symbolic meaning », Art Bulletin ː volume LXI, no 1,‎ mars 1979, p. 7-37 (lire en ligne).
- (en) Begley, W. E. (Wayne Edison), 1937, « Calligraphie islamique monumentale d’Inde », Villa Park, Ill. : Fondation islamique,‎ 1985, p. 130-134 (lire en ligne).